# فريد تيستوت
فريد تيستوت (بالفرنسية: Fred Testot)‏
```
هو 
كاتب سيناريو
 
وممثل
 
فرنسي
، ولد في 20 فبراير 1977 في 
فرنسا
.
[
2
]
[
3
]
[
4
]
```

## أعمال

### أفلام
- (2009) الأوغاد
- (2012) مغامرات سامي 2[5]

## وصلات خارجية
- فريد تيستوت على موقع IMDb (الإنجليزية)
- فريد تيستوت على موقع ألو سيني (الفرنسية)
- فريد تيستوت على موقع ميوزك برينز (الإنجليزية)
- فريد تيستوت على موقع أول موفي (الإنجليزية)
- فريد تيستوت على موقع ديسكوغز (الإنجليزية)
- فريد تيستوت على موقع قاعدة بيانات الفيلم (الإنجليزية)
- فريد تيستوت على موقع كينوبويسك (الروسية)